# Crucero de batalla Asgard clase O'Neill
El Crucero de Batalla Asgard Clase O'Neill es un crucero de batalla en el mundo ficticio de Stargate, poseedor de la mayor tecnología de los Asgard, es el mayor emblema de la flota Asgard, y producto de las investigaciones científicas y militares que tenían como objetivo el acabar con Replicantes.
La primera nave de esta clase fue usada para proteger un planeta Asgard de los Replicantes, pero más tarde fue destruida junto con otras naves Asgard en posesión de los Replicantes.
https://web.archive.org/web/20070303200142/http://upload.wikimedia.org/wikipedia/en/4/48/O%27Neill_class.jpg
https://web.archive.org/web/20060221222504/http://www.stargate-tech.net/starships/asgard/oneill.htm

## Diseño
La clase O'Neill tiene un estilo parecido al Beliskner. Una carcasa principal conecta a un rombo delantero y dos torres a los lados. La similitud del diseño puede ser debida a las razones estéticas o de comodidad.

## Tecnología
Se sabe que tres clase O'Neill eran una amenaza suficiente para causar la retirada de Anubis.
El diálogo entre Thor y el comandante de una flotilla indica que estas naves necesitaron disparar a la nave de Replicantes justo después de que saliera el hiperespacio para atravesar sus escudos. No está claro si las naves fueron incapaces de dañarla si tuviera sus escudos. 
Cada O'Neill dispara un solo cañón delantero visualmente similar a los de la clase Beliskner. Si un O'Neill podría ser ligeramente inferior a una Ha'tak actualizada, es absolutamente incierto.

## Sistema de Armas y Defensa
Armado con un cañones de pulso y una diversa cantidad de armas ofensivas, este crucero es inmune al ataque de la mayoría de las naves existentes en el universo, producto de su avanzado sistema de escudos y su carcasa, que está formada por una aleación de Naquadah, carbono y Trinium. A pesar de ser una de las naves más avanzadas del universo, se ve sobrepasada por los replicadores con forma de cruceros de combate. Al igual que su antecesora, posee un sistema de invisibilidad que actúa igual que el de un Puddle Jumper.
Aunque es verdaderamente una nave poderosa se sabe que no le es posible destruir una nave de batalla clase Ori, si bien con los rayos de energía como los que le dotaron a la Odissey son capaces de destruir a esta nave.
Necesita una fuente de energía alterna muy poderosa como lo es el ZPM.

## Sistema de Hiperpropulsión
Poseedor de la hiperpropulsión más avanzada conocida en la actualidad, comparable a la hiperpropulsión de Atlantis alimentada con 3 Zpm. Esto le permite hacer viajes intergalácticos en solo unos pocos minutos.

## Historia
La primera nave de este tipo apareció en el episodio Pequeñas Victorias, cuando 3 naves clase Beliskner controladas por los Replicantes iban a invadir el planeta Asgard de Othalla. Si bien la nave era muy poderosa, aún no estaba terminada, y con los Replicantes tan cerca, no habría tiempo para hacerlo. Sabiendo esto, la Mayor Samantha Carter ideó un arriesgado plan para detener la invasión Replicante. Usando a la nueva nave como carnada, hicieron que las naves Replicadoras la siguieran por el hiperespacio y cuando estuvieron lo suficientemente cerca, la nave se autodestruyo, llevándose consigo a las naves controladas por los Replicadores (que tenían sus escudos desactivados por usar la energía para hacer el viaje hiperespacial).
- Datos: Q2917692